# Tom Kohler
Thomas „Tom“ Kohler (* 19. Mai 1993 in St. Thomas, Ontario) ist ein kanadisch-schweizerischer Eishockeyspieler, der seit April 2017 beim SC Langenthal in der Schweizer National League B spielt.

## Karriere
Bis auf zehn Einsätze, die Kohler im Laufe der Saison 2011/12 für den Nachwuchs des Tessiner Klubs HC Lugano bestritt sowie die Saison 2012/13, in welcher er für die Bonnyville Pontiacs aus der Provinz Alberta auf dem Eis stand, spielte er als Jugendlicher und während seiner Collegezeit in seiner Heimatprovinz Ontario. Von 2013 bis 2017 studierte und spielte Kohler an der University of Guelph westlich von Toronto. Guelph spielt in der kanadischen Collegeliga CIS.
Im April 2017 unterschrieb er beim SC Langenthal aus der Schweizer National League B (NLB) seinen ersten Vertrag als Profispieler.